# Circondario di Böblingen
Il circondario di Böblingen è uno dei circondari dello stato tedesco del Baden-Württemberg.
Fa parte del distretto governativo di Stoccarda.

## Città e comuni
(Abitanti il 31 dicembre 2022)
| Città 1. Böblingen (51 460) 2. Herrenberg (32 649) 3. Holzgerlingen (13 750) 4. Leonberg (49 512) 5. Renningen (18 596) 6. Rutesheim (11 056) 7. Sindelfingen (64 995) 8. Waldenbuch (8 779) 9. Weil der Stadt (19 401) | Comuni 1. Aidlingen (9 352) 2. Altdorf (4 672) 3. Bondorf (6 283) 4. Deckenpfronn (3 443) 5. Ehningen (9 315) 6. Gärtringen (12 731) 7. Gäufelden (9 241) 8. Grafenau (6 868) 9. Hildrizhausen (3 639) 10. Jettingen (8 207) 11. Magstadt (9 789) 12. Mötzingen (3 759) 13. Nufringen (5 905) 14. Schönaich (10 874) 15. Steinenbronn (6 535) 16. Weil im Schönbuch (10 078) 17. Weissach (7 639) |